# Pyszky
Pyszky (ukr. Пишки, pol. hist. Pyszki) – wieś na Ukrainie, w obwodzie chmielnickim, w rejonie starosieniawskim (do 2020 r.).
Ok. 1800 r. od ówczesnej właścicielki Józefy z Lubomirskich Walewskiej (zm. 1851), majętność tę kupił Adam Ostaszewski (1750–1829), oficer kościuszkowski. Prawdopodobnie to on wzniósł tam dwór drewniany, zachowany do I wojny światowej. Budynek ten był parterowy, z trójosiową częścią środkową piętrową, poprzedzoną czterokolumnowym portykiem i balkonem od strony podjazdu. Elewacje miał tynkowane gładko na kolor biały. Dwór nakrywał gładki, czterospadowy dach gontowy, nad częścią piętrową dwuspadowy. Z Pyszek pochodzili m.in. Eliasz Ostaszewski, filareta i pamiętnikarz, Roman Ostaszewski, poseł na Sejm II RP w latach 1938–1939 i Adam Ostaszewski, prezydent Płocka w latach 1930–1934.
Wieś należała w XIX w. do gminy Mszaniec, i podlegały pod parafię rzymskokatolicką w Ostropolu w dekanacie żytomierskim.